# ジョン・パスキン
ジョン・パスキン（John Pasquin、1944年11月30日 - ）は、アメリカ合衆国の映画監督。

## 作品
- デンジャラス・ビューティー2
- リーマン・ジョー!
- ジャングル 2 ジャングル
- サンタクローズ
- 侵入者／白昼の悪夢
- 愉快なシーバー家
- ファミリー・タイズ